# Простонароден латински език
Простонароден латински (на латински: sermo vulgaris) е общо наименование на различни говорими варианти на латинския език, които произлизат от класическия латински, но се различават от него. С политическата дезинтеграция на Римската империя контактите между отделните географски области отслабват, различията между местните форми на простонародния латински нарастват и около 7. век те се обособяват в самостоятелни романски езици.

## Какво е било „простонароден латински“?
Името „простонароден“ или „народен“ произлиза от латинската дума vulgaris, „всеобщ“, „(общо)народен“.
Поради оскъдния брой писмени свидетелства на простонароден латински изучаването на езика е трудно и се базира главно на описания за употребата на неправилни форми в латински език или малък брой текстове написани на разговорен език. Текстове, които представляват интерес за лингвистите, са списъци с неправилни форми на латински език като например Appendix Probi. Други творби, като Peregrinatio Aetheriae, са много ценни за филолозите, защото съдържат грешки или отклонения от стандартния правопис и предоставят свидетелства за начина на говорене през периода на създаването им. Някои литературни трудове от Класическия период, написани на по-разговорен език, също хвърлят известна светлина върху особеностите на простонародния латински. В комедиите на Плавт и Теренций, в които участват много герои роби, както и в речта на освободените роби от книгата Сатирикон на Петроний Арбитър се срещат някои рано появили се диалектни форми в латинския. Друга група важни паметници на народния латински са късните латински надписи, в които често са отразени форми от разговорния език.

## Историческо развитие
Народният латински се развива по различен начин в отделните провинции на Римската империя и по този начин дава начало на модерния френски, италиански, испански, португалски, румънски, каталонски и реторомански. Въпреки че официалният език във всички тези области е бил латинският, простонародният латински е езикът, говорен от народа, до момента, в който местните диалекти се отделят толкова силно от латинския, че се превръщат в самостоятелни книжовни езици.
Предполага се, че трети век е периодът, през който голяма част от думите започва да се променя (например equus → caballus и така нататък). Съществува предположение, че произношението също започва да се разклонява в разнообразни варианти и дори че тогава то става подобно на съвременните местни произношения. Тези промени обаче не могат да бъдат еднакви в цялата територия на империята, така че най-големите различия следва да бъдат търсени сред различните форми на простонародния латински в различните области. Трябва обаче да се обърне внимание, че по-голямата част от тази теория се основава на апостериорна реконструкция, а не на текстове.
Няколко века след разпадането на Римската империя простонародният латински продължава да съществува съвместно с писмения късен латински, защото говорещите някой от местните романски езици предпочитат да пишат, използвайки престижната граматика и правопис на традиционния латински. Но въпреки опитите им да пишат правилно, често написаното не отговаря на нормите на класическия латински. През 813 година на Третия събор в Тур, с цел обикновените хора да разбират какво им се говори, на свещениците било заповядано да проповядват на някой от местните езици – или на простонароден латински, който тогава вече значително се различава от стария църковен латински, или на немски. По-малко от 30 години след Съвета, през 842 година, Страсбургските клетви, които представляват споразумение между двама от наследниците на Карл Велики, са написани на романски език, който очевидно не е латински:
Pro Deo amur et pro christian poblo et nostro commun salvament, d'ist di in avant, in quant Deus savir et podir me dunat, si salvarai eo cist meon fradre Karlo et in ajudha et in cadhuna cosa, si cum om per dreit son fradra salvar dift, in o quid il me altresi fazet, et ab Ludher nul plaid numquam prindrai, qui, meon vol, cist meon fradre Karle in damno sit.
За Божията любов и за християнския народ и за нашето общо спасение, от този ден напред, доколкото Бог ми дава мъдрост и сила, ще защитавам този свой брат Карл, когато има нужда от помощ, а и във всичко останало, защото човек по право трябва да брани брат си, за да може и той да направи същото за мен, и никога няма съзнателно да сключа съглашение с Лотар, което по моя воля би навредило на този мой брат Карл.
Късният латински, най-вероятно този, който се е говорел в Рим, изглежда отразява тези новости и по този начин отбелязва промените, които се случват в околната област. Тогава текстовете на Римското право (Юстиниановото) от една страна и Църквата от друга „замразяват“ официалния латински, който е уеднаквен от средновековните преписвачи и завинаги е отделен от вече независимите романски народни езици. Този писмен език продължил да съществува като средновековен латински. Различните романски говори били признати като самостоятелни езици и започнали да развиват собствени норми и правопис. Названието „простонароден латински“ престанало да бъде точно име за който и да е от тях.
В този момент простонародният латински се превръща в общо название на група езици, произлезли от латинския, със свои местни (но незадължително общи) особености, които не представляват език, или поне не в класическия смисъл на думата. Той може да се опише като нещо начално, неопределено, което постепенно се превръща във всеки един от ранните романски езици, чийто по-далечен праотец е класическият латински.

## Звукова система

### Гласни
Основна характеристика на промяната на гласните в простонародния латински е тяхното опростяване.
Класическият латински има десет различни гласни: дълги и късни варианти на A, E, I, O, V и три двугласни AE, OE и AV (или според някои източници четири заедно с VI). Също така съществуват дълги и къси варианти на гръцката заемка Y.
Системата от десет гласни на класическия латински (без да се смятат двугласните и гръцкото Y), която се базира на дължината на гласните, се променя в система, в която от фонемично значение не е дължината, а качественото им изменение. Заради тази промяна тоничното ударение в простонародния латински се произнася много по-силно отколкото в класическия латински. Това прави неударените срички по-малко отчетливи, а в ударените предизвиква нови промени. Крайният резултат е система от седем ударени гласни (шест в румънски и пет в сардински) и пет неударени гласни звука. По този начин в простонародния латински разликата между дълги и къси гласни изчезва, а повечето двугласни преминават в къси гласни.
Таблицата вдясно обобщава това, което се случва в простонародния латински, а по-късно и във всички романски езици с изключение на сардинския.
Двугласните AE и OE стават съответно [ɛ] и [e]. AV първоначално се запазва, но после преминавайки през [o] и [oː], се превръща в много езици в [o]. (В португалски се развива само до [ou], а окситански и румънски запазват [au]). Късите O и E, които са последица от промените, се оказват нестабилни в дъщерните езици и имат склонност към дифтонгизиране.

### Съгласни
Палатализацията на латинските звуци /k/, /t/, и често на /g/, е почти всеобхватна в простонародния латински. Тази промяна може да се установи в повечето романски езици с изключение на далматинския и някои диалекти на сардинския език. Славяноговорещи произнасят C като /k/ пред A, O, U, като /ts/ пред E, I, AE, OE. А G се чете /g/ пред всички гласни. Славянските народи произнасят t в наставката - tio - /ts/ = ц.
Полугласните звуци, изписвани на латински с V, произнасяща се /w/ (като във vinum) и I, произнасяща се /j/ (като в iocunda), започват да се произнасят съответно /v/ и /dʒ/. За отбелязване е, че в латинската азбука, в която първоначално не съществуват малки букви, знаците U и V, I и J са само графични (а в някои райони и печатарски) варианти на едни и същи букви, които не са различавани до ранния модерен период. Полугласните звуци /b/ и /w/ или /v/ често се сливат в един междинен звук /β/.
Друга характерна промяна за простонародния латински е загубата на крайните съгласни. Този процес води до смесване на съществителните от среден род с тези от мъжки поради изчезването на крайните съгласни S и M от окончанията -US и -UM за второ склонение в класическия латински. Процесът на промяна на рода на думите е напълно завършен в романските езици, където среден род не съществува. В резултат на тази промяна някои думи от среден род, множествено число, като например gaudia („радости“), се преосмислят като съществителни от женски род в единствено число. Надгробният надпис на Луций Корнелий Сципион Барбат, който е починал около 150 преди Христа, гласи TAVRASIA CISAVNA SAMNIO CEPIT, което на класически латински би било Taurāsiam, Cisaunam, Samnium cēpit („Превзе Тауразия, Цизауна, и Самниум“). Все пак крайното M продължава да се пише в литературния език, въпреки че често е смятано за беззвучна буква, с функции за метричната поезия.

### Доказателства за промените
Доказателства за тези и други промени могат да бъдат намерени към края на трети век в Appendix Probi, сборник от глоси, определящи правилните класически латински форми на някои думи, и критикуващи вариантите им на простонароден латински. Тези глоси описват:
- процес на синкопа, изчезването на неударените срички (MASCVLVS NON MASCLVS);
- свеждане на преди сричкообразуващите гласни /e/ и /i/ до /j/ (VINEA NON VINIA);
- изравняване на разликата между /o/ и /u/ (COLVBER NON COLOBER) и между /e/ и /i/ (DIMIDIVS NON DEMEDIVS);
- превръщане на неправилните форми в правилни (GLIS NON GLIRIS);
- нормализация и изтъкване рода на думите (PAVPER MVLIER NON PAVPERA MVLIER);
- изравняване на разликата между /b/ и /v/, когато са между гласни (BRAVIVM NON BRABIVM);
- заменяне на небелязани думи от техните умалителни форми (AVRIS NON ORICLA, NEPTIS NON NEPTICLA);
- загуба на носовия звук в края на сричката (MENSA NON MESA), или неправилното поставяне на такъв като проява на хиперкоректност (FORMOSVS NON FORMVNSVS).

Голяма част от критикуваните форми в Appendix Probi се оказват много продуктивни в романските езици. Умалителното oricla („ухо“), а не оригиналната форма от класически латински, е думата, от която произлизат френската oreille, каталонската orella, испанската oreja, италианската orecchio, румънската ureche и португалската orelha.

## Лексика
Определени думи от класически латински изчезват от речниковия му фонд. Характерно за класическия латински е употребата на множество думи за едно и също понятие. Така например за къща на латински съществуват няколко думи с близък смисъл: DOMUS (цялостно понятие, включващо сградата на къщата, обитателите и предметите), AEDES (понятие, отнасящо се единствено за сградата), VILLA (селска къща, ферма) и CASA (колиба, барака).
В простонародния латински от повечето думи отнасящи се за дадено понятия остава в употреба само една, която най-често е и най-непретенциозната. Така например от горните думи в разговорния латински се употребява CASA за къща. Други примери за замяна на класическата дума са equus, кон, заменена от caballus, „кранта“, aequor, „море“, която отстъпва на mare, и т.н. Примерен списък с думи, които са единствено класически, и на техните еквивалентни думи в романските езици се намира в таблицата вдясно.
Основен източник на информация за лексикалните промени са съвременните романски езици, където произходът на днешните думи е доказателство за предпочитанията за употреба на едно понятие пред друго в разговорния латински език. Някои от тези думи впоследствие изчезват в романските езици и после отново са заети директно от самия латински. Промените в лексиката засягат дори основните граматически частици в латинския, които изчезват безследно в дъщерните езици (например an, at, autem, donec, enim, ergo, etiam, haud, igitur, ita, nam, postquam, quidem, quin, quod, quoque, sed, utrum, и vel).
От друга страна, тъй като народният и класическият латински през голяма част от историята си не са отделни езици, а единият е бил диалектен вариант на другия, някои диалекти в определени провинции запазват класическите думи, които в повечето други диалекти, а по-късно и романски езици са изчезнали. Например италианската ogni („всеки“) е съхранила латинската omnes, докато другите романски езици използват родствени думи на totus (във винителен падеж totum) за същото значение.
Друга тенденция е метафорични значения да отстъпват място на класическите в разговорния език, докато оригиналните думи приемат нови значения. Така например, в простонародния латински, класическата дума caput – „глава“, отстъпва място на testa – първоначално означаваща „гърне“ (широко разпространена метафора из цяла Западна Европа), докато класическата дума приема много други метафорични значения на „глава“, включително и „шеф“ (capo, chef и cap съответно на италиански, френски и каталонски). Периферните диалекти обаче имат склонността да са по-консервативни от централните диалекти и запазват първоначалния смисъл. В румънския латинският вариант на думата се е запазил с първоначалното си значение в думата cap, а в испански и португалски има cabeza/cabeça, произлизащи от capetia, видоизменена форма на caput.
Глаголите, в които участват предлози, често изместват простите форми без предлози. Броят на думите, образувани чрез наставки като -bilis, -arius, -itare и -icare, бързо нараства. Тези промени настъпват често, за да се избегнат неправилни форми или за да се нормализират родовете.

### Глосите от Райхенау
Друг поглед върху лексикалните промени в късния простонароден латински във Франция може да бъде намерен в глосите от Райхенау  Архив на оригинала от 2007-10-05 в Wayback Machine., написани в полетата на ръкопис на Библията Вулгата, обясняваща думите от четвърти век, използвани във Вулгата, които вече не са били лесно разбираеми през осми век, когато изглежда са написани глосите. Те най-вероятно са от френски произход, тъй като някои термини са типично френски.
Тези глоси представят следните особености:

#### Лексикални замествания
- FEMVR > coxa (на португалски и староиспански coxa, на френски cuisse, на италиански coscia, на каталонски cuixa, на румънски coapsă, „бедро“)
- ARENA > sabulo (на испански „arena“, на португалски „areia“, на френски sable, на италиански sabbia, „пясък“)
- CANERE > cantare (на португалски/испански/каталонски cantar, на френски chanter, на италиански cantare, на румънски cânta, „пея“)

#### Граматически изменения
- OPTIMUS (най-добър) MELIORES (по-добър) > meliores („optimum“ e оцеляла в испанския и португалския съответно като „óptimo“ и ótimo", които означават най-добър, докато „mejor“ и „melhor“ означават по-добър; на португалски melhores, на испански mejores, на каталонски millors, на френски meilleurs, на италиански migliori, „по-добри“)
- SANIORE > plus sano (на френски plus sain, на италиански più sano, на румънски mai sănătos, на каталонски més sa, на испански más sano, на португалски mais são, „по-здрав“)

#### Заемки от германските езици
- TVRBAS > fulcos (на испански „turbia“, на френски foule, на италиански folla, „тълпа“)
- CEMENTARIIS > mationibus (на френски maçons, „каменоделци зидари“)
- NON PERPERCIT > non sparniavit (на френски épargner, „пощадявам“)
- GALEA > helme (на френски heaume, на италиански elmo, на каталонски elm, на испански yelmo, „шлем“)

#### Думи, чието значение се е променило
- IN ORE > in bucca (на португалски/испански/каталонски boca, на френски bouche, на италиански bocca, „уста“)
- ROSTRVM > beccus („rostro“ на испански/галисийски и „rosto“ на португалски продължават да означават „клюн, нос“. На френски bec, на италиански becco, на каталонски bec, на испански „pico“, на португалски bico, „клюн“)
- ISSET > ambulasset (на френски allait, на каталонски anà, „отиваше“)
- LIBEROS > infantes (на френски enfants, „деца“)
- MILITES > servientes (на френски sergents, „войници“)

## Граматика

### Загуба на падежите при имената
Звуковите промени, които настъпват в простонародния латински, затрудняват запазването на падежната система на имената на класическия и накрая обричат на гибел латинските склонения. В резултат на невъзможността да се поддържат падежите след фонетичните изменения, народният латински от синтетичен се превръща в аналитичен език, в който словоредът е задължителен елемент от синтаксиса. В таблицата е показано какво се случва с едно типично съществително от първо склонение след изчезването на крайното /m/, загубата на фонемичното значение на дължината на гласните и звуковата промяна от AE /ae/ в E /ɛ/.
Отпадането на падежите става постепенно. Някои дъщерни езици поддържат различията до Средновековието, като старофренския език например, където разликата между именителен и косвен падеж (наречено cas-sujet/cas-régime) просъществува до тринайсети век, а в съвременния румънски все още съществува отделен родителен/дателен падеж заедно със следи от звателен падеж (запазен може би и с оглед на влиянието на българския).

### Поява на определителни и неопределителни членове
Трудно е да се определи моментът, в който възниква определителният член, несъществуващ в латинския, но присъстващ под някаква форма във всички романски езици. Това е така, защото разговорната реч, в която членът се появява, рядко се изписва. Това се променя, когато дъщерните езици вече са се раздалечили значително един от друг, но тогава вече член има – повечето текстове на ранен романски, които са стигнали до нас, представят членовете напълно развити.
Определителните членове са бивши показателни местоимения или прилагателни имена. Латинското показателно местоимение е използвано в някои ранни текстове по начини, които навеждат на мисълта, че то вече е започнало да изгубва първоначалното си значение. „Старият латински“ превод на Библията Vetus Latina съдържа пасажа Est tamen ille dæmon sodalis peccati („Дяволът е придружител на греха“), чийто контекст подсказва, че думата ille не означава нещо повече от определителен член. Нуждата да се превеждат свещените писания, които първоначално са на гръцки език, където има определителен член, може да е подтикнала християнския латински да развие свой собствен. Етерия също използва ipse по начин подобен на горния: per mediam vallem ipsam („през средата на долината“), който говори, че местоимението е загубвало оригиналното си значение.
Заключение за отслабването на показателните местоимения може да се направи и от факта, че по това време законови и подобни текстове са гъмжели от изрази като prædictus, supradictus и прочее (всички по същество означаващи „гореспоменат“), които изглежда не означават нещо повече от „този“ или „онзи“. Григорий от Тур пише: Erat autem... beatissimus Anianus in supradicta civitate episcopus („Благословеният Анианус беше епископ в онзи град“). Първоначалните латински показателни прилагателни вече не се възприемат като достатъчно силно определящи. Възстановените форми от по-неофициалната реч навеждат на мисълта, че наследените от латинския прилагателни се усилват чрез съвместната им употреба с ecce (по произход междуметие: „погледни!“) или с eccu от класическия израз eccum („погледни го!“).
От друга стана, дори в Страсбургските клетви няма никакви показателни прилагателни на места, на които във всички от по-късните езици определено има нужда да се поставят (Pro Deo amur – „За Божията любов“). Използването на прилагателните като определителни членове може би е било твърде жаргонно за една кралска клетва през девети век. Съществуват значителни различия при конкретната им употреба в различните романски диалекти: в румънския членовете могат да се поставят след съществителното, както е и в други езици от балканския езиков съюз или в северногерманските езици.
unus, una (един) изпълнява службата на неопределителен член във всички дъщерни езици. Това е заложено още в класическия латински. Цицерон пише: cum uno gladiatore nequissimo („с един доста неморален гладиатор“). Това подсказва, че до първи век след Христа unus вече започва да измества quidam в значението на „някой“, „някакъв“.

### Загуба на среден род
Под влияние на звуковите промени, настъпили в разговорния латински, трите граматични рода на класически латински са изместени от двуродова система в романските езици (макар и с някои изключения). В латинския родът е отчасти въпрос на съгласуване на прилагателните и местоименията със съществителните, и отчасти въпрос на флексия, тоест има различни парадигми, свързани с мъжки/женски род от една страна и среден от друга.
Средният род обикновено е погълнат от мъжкия и в синтактично, и в морфологично отношение. Синтактичното смесване се проявява в промяна на рода на думата, без да се забелязва звуково изменение, докато морфологичното смесване се изразява главно чрез усвояването на окончанието в именителен падеж -us (или -Ø след -r) във второто склонение.
Данните сочат, че средният род започва да се разпада твърде рано, още през периода на Римската империя. Първите признаци на синтактичното смесване могат да се намерят още в помпейските графити, например cadaver mortuus вместо cadaver mortuum „мъртъв труп“ и hoc locum вместо hunc locum „това място“. При Петроний Арбитър намираме признаци на морфологично смесване при думи като balneus вместо balneum „баня“, fatus вместо fatum „орис“, caelus вместо caelum „небе“, amphiteater вместо amphitheatrum „амфитеатър“ и противоположното на горните примери съществително в именителен падеж thesaurum вместо thesaurus „съкровище“.
Повечето съществителни от среден род в класическия латински завършват на -A или -IA в множествено число. Някои от тях са преразгледани като имена от женски род, единствено число като например gaudium, мн. ч. gaudia (радост(и)), на френски joie (но на испански gozo).

### Увеличаване броя на предлозите
Загубата на продуктивната падежна система при съществителните имена означава, че синтактичната служба, която падежите изпълняват, трябва да се извършва от предлози и други парафрази. Поради тази причина броят на използваните частици се увеличава и много нови се образуват чрез съединяване на стари. Примери за такива предлози могат да се намерят в повечето съвременни романски езици.
Тъй като простонародният латински загубва падежната си система, ролята на падежите се поема от предлози. На разговорен латински предлогът ad, следван от винителен падеж, понякога се използва като заместител на дателен.
- Класически латински:
  - Iūlius patrī librum dat.—Юлий дава на баща си книга(та).

- Простонароден латински:
  - ´Juliọs ´lẹvrọ a ´ppatre ´dọnat.—Юлий дава книга(та) на баща си.

Подобно на изчезващия дателен падеж, в разговорния латински, отпадащият родителният падеж понякога се е замества с предлога de, следван от обстоятелствен падеж.
- Класически латински:
  - Iūlius mihi librum patris dat.—Юлий ми дава бащина(та) си книга.

- Простонароден латински:
  - ´Juliọs mẹ ´lẹvrọ dẹ ´patre ´dọnat.—Юлий ми дава книга(та) на баща си.

или
- Простонароден латински:
  - ´Juliọs ´lẹvrọ dẹ ´patre a ´mmẹ ´dọnat.—Юлий дава книга(та) на баща си на мен.

### Наречия
В класическия латински наречията се образуват чрез добавяне на различни наставки към прилагателните имена: care, „мило“, от carus, „мил“; acriter, „свирепо“, от acer; crebro, „често“, от creber. Всички тези наставки изчезват в народния латински, където наречията винаги се образуват от прилагателно в женски род и mente. Полученото по този начин словосъчетание означава „с _____ ум“, тъй като mente представлява формата на mens („ум, разум“) за обстоятелствен падеж. Така от velox („бърз“) вместо velociter („бързо“) се образува veloce mente („с бърз ум“). Това обяснява почти неизменното правило за формиране на наречия в почти всички романски езици: прибавя се наставката -ment(e) към формата за женски род на прилагателното име.
По този начин първоначално самостоятелна дума се превръща в наставка в романските езици. Тази замяна е била в ход още през първи век преди н.е.. Конструкцията се появява няколко пъти при Катул, най-добре в Катул, VIII:
Nunc iam illa non vult; tu, quoque, impotens, noli
Nec quae fugit sectare, nec miser vive,
Sed obstinata mente perfer, obdura.
(„Сега тя вече не те иска; ти също, като не можеш, недей да я искаш, нито я преследвай, щом бяга, нито живей нещастен, но продължи напред упорито (с упорит ум), бъди твърд!“)

### Глаголи
Фонетичните загуби, които повлияват на падежната система при имената, засягат много по-слабо глаголните форми в простонародния латински език. В действителност, един глагол в деятелен залог в испански или друг модерен романски език все още силно прилича на латинския си предшественик. Един от факторите, които спомагат за запазване на глаголната система, е фактът, че силното тонично ударение в простонародния латински, заменящо лекото ударение в класическия, често пада на различни срички в спрегнатите форми на глагола. По този начин, въпреки че думата продължава да се развива фонетично, разликите между спрегнатите глаголни форми (почти) не изчезват.
Пример за това може да бъде даден с латинския глагол amare („обичам“), който спрегнат в сегашно време, първо лице единствено и множествено число е āmo („обичам“) и amāmus („обичаме“). Тъй като удареното A е породило двугласна в старофренския, в този дъщерен език еквивалентът на първата е (j')aime, а на втората – (nous) amons.
Друга група промени, които са вече в ход през първи век преди новата ера, са отпадането на определени крайни съгласни. Един надпис върху стена в Помпей гласи quisque ama valia, което на класически латински би било quisquis amat valeat („нека този, който обича, да бъде силен/да успее“). Много езици обобщават окончанията за перфектно време в едно-единствено – aui, което е най-често срещаното в първото спрежение. По този начин фонетично окончанието се третира като двугласната /au/, а не като съдържащо полугласна – /awi/. Звукът /w/ в много случаи е бил изпускан и не е бил част от звуковата промяна от /w/ в /v/. По този начин латинските amaui, amauit („обичах“; „той/тя обичаше“) в много области преминават в протороманските amai и amaut. Това навежда на мисълта, че в говоримия език тези промени в спрежението са предшествали загубата на /w/.
В класическия латински съществуват специални форми за страдателен залог. За разлика от него в романските езици страдателният залог напълно изчезва, което налага замяната му с описателни форми – съставени от страдателно причастие и форма на спомагателния глагол „съм“ – или безлични възвратни форми.
Друга главна систематична промяна се наблюдава в бъдещото време, представяно в народния латински чрез спомагателни глаголи. Предполага се, че това се дължи на фонетично сливане на интервокалните /b/ и /v/, което прави формите за бъдеще време (като amabit) идентични с такива за перфектно време (като amavit). Това сливане създава неприемливо двусмислие и започва да се образува нов тип бъдеще време със спомагателния глагол habere (amare habeo, буквално „имам да обичам“), който впоследствие се съкращава и се превръща в нова наставка. Примери за това могат да се намерят в модерните романски езици, където бъдеще време се образува от инфинитив и наставка, произхождаща от глагола „имам“.

## Народният латински по българските земи
Развитието на народния латински проличава много ясно в латинските надписи от България от периода на късната античност. През тази епоха едновременно с отдалечаването на говоримия език от писмената норма рязко спада и равнището на образованост и форми от разговорния език масово навлизат в текстовете. При това голяма част от тези надписи са поставени от войници или членове на техните семейства, произхождащи от различни области на Римската империя и често с матерен език, различен от латинския. Като типичен пример за тази езикова неопределеност може да бъде посочена надгробната плоча на ветерана Флавий Викторин от Одесос
(Варна), поставена през четвърти век:
D. M.
Fl. Victorinus vetranus vixit annus L, mili. an. XXV in vixillatione secondo Iscutariorom et pusuvit un Rebicithrioen cuniugen sua Antiocian, gui ficit memuria, titulum in eo.
Vonas vias, viatur, geras!
На подземните богове.
Флавий Викторин, ветеран, живя 50 години; служи 25 години във втория отряд на Щитоносците; и неговата съпруга Ребицитрио от Антиохия, която се погрижи за паметта му, постави този надпис за него.
Добър път, пътниче!
Съгласно нормите на класическия латински същият текст би трябвало да гласи:
D(is) M(anibus). Fl(avius) Victorinus veteranus vixit annos L, mili(tavit) an(nos) XXV in vexillatione secunda Scutariorum et posuit hunc titulum ei Rebicithrio coniux sua Antiochia, quae fecit memoriam. Bonas vias, viator, eas!
Наблюдават се многобройни промени в произношението: i вместо е във vixillatione, ficit (срв. фр. il fit); u вместо o под ударение в pusuvit (срв. рум. puse), cuniugen, memuria; o вместо u в secondo (срв. ит. secondo, фр. second); колебания при неударени o и u в annus вместо -os, Iscutariorom вместо -orum и viatur вместо -tor. Други характерни фонетични явления са синкопата на е във vetranus вместо veteranus; добавянето на протетична гласна в Iscutariorom вместо Scu- (срв. исп. escudero, фр. écuyer); изпадането на крайната съгласна в un вместо hunc. При съгласните е засвидетелствано изравняване на произношението на b и v във vonas вместо bonas; промяна qu – gu в gui вместо qui (срв. развитието на лат. aequalis в исп. igual, ит. uguale и фр. égal); загуба на аспирацията в un вместо hunc и Antiocian вместо Antiochian. При pusuvit вместо posuit е вмъкната съгласната v, може би и в резултат на стремеж към уеднаквяване на спреженията (срв. ama-vit от amare, quaesi-vit от quaerere, audi-vit от audire). Разрушаването на падежната система, повлияно и от фонетичните промени, проличава в memuria вм. memoriam (винителен падеж); както и в употребата на предложния израз in eo вместо очаквания дателен падеж ei. Смисълът на текста ни заставя да тълкуваме формите Rebicithrioen, cuniugen и Antiocian като именителен падеж, въпреки че те наподобяват винителни падежи по трето (Rebicithrionem, coniugem) и първо (Antiochiam) склонение, но с -n вместо -m, може би под влияние на гръцкия език, където има окончания -αν и -ην. Разколебаването на граматичния род се вижда в неправилното съгласуване vixillatione secondo, в което съществителното име е от женски род, но числителното име secondo е поставено в мъжки. По същата причина формата на относителното местоимение за мъжки род qui започва да се употребява и за женски род (вместо quae), в резултат на което съответните местоимения в съвременните романски езици нямат отделни форми за мъжки и женски род. Текстът на надгробния надпис на Флавий Викторин е твърде стандартен, затова в него има само една лексикална промяна – замяната на глагола eo (изчезнал и в повечето романски езици) с gero в израза viam gero вместо viam eo „вървя по пътя“.